# Sarcophaga neuweileri
Sarcophaga neuweileri är en tvåvingeart som beskrevs av Andy Z. Lehrer 2002. Sarcophaga neuweileri ingår i släktet Sarcophaga och familjen köttflugor.
Artens utbredningsområde är Tanzania. Inga underarter finns listade i Catalogue of Life.